# Xã Gravelly Hill, Quận Yell, Arkansas
Xã Gravelly Hill (tiếng Anh: Gravelly Hill Township) là một xã thuộc quận Yell, tiểu bang Arkansas, Hoa Kỳ. Năm 2010, dân số của xã này là 128 người.